# Gare d'Arkel
La gare d'Arkel (en néerlandais station Arkel) est une gare ferroviaire néerlandaise de la ligne d'Elst à Dordrecht. Elle est située à Arkel en Hollande-Méridionale.
Elle  est ouverte en  1883 et est toujours en service.

## Situation ferroviaire
La gare est située sur la ligne d'Elst à Dordrecht, appelée également la ligne Merwede-Linge, initialement pourvue de deux voies, il n'y a plus qu'une seule voie depuis les années 1980.

## Histoire
La gare d'Arkel est mise en service le 1er décembre 1883.